# Haukur Heiðar Hauksson
En aquest nom islandès, el darrer nom és un patronímic, no pas un cognom. La manera de referir-se a aquesta persona és pel nom de pila.
Haukur Heidar Hauksson (Akureyri, l'1 de setembre de 1991) és un jugador futbol, que actualment juga per l'AIK a Suècia.